# Edwardsianthus pudica
Edwardsianthus pudica is een zeeanemonensoort uit de familie Edwardsiidae.
Edwardsianthus pudica is voor het eerst wetenschappelijk beschreven door Klunzinger in 1877.